# Phyllonorycter pyrifoliella
Phyllonorycter pyrifoliella är en fjärilsart som först beskrevs av Aleksey Maksimovich Gerasimov 1933.  Phyllonorycter pyrifoliella ingår i släktet guldmalar, och familjen styltmalar.
Artens utbredningsområde är:
- Österrike.
- Belarus.
- Lettland.
- Bulgarien.
- Tjeckien.
- Finland.
- Ungern.
- Kazakstan.
- Turkiet.
- Moldavien.
- Ukraina.

Inga underarter finns listade i Catalogue of Life.